# توربن بيتس
توربن بيتس (بالإنجليزية: Torben Betts)‏ هو كاتب مسرحي بريطاني، ولد في 10 فبراير 1968 في Stamford, Lincolnshire ‏ في المملكة المتحدة.

## وصلات خارجية
- الموقع الرسمي